# Bad Rodach
Bad Rodach est une ville allemande, située en Bavière, dans l'arrondissement de Cobourg.